# Portada/efemèride març 23
Lucia Bosè
« 22 de març · 23 de març · 24 de març »